# 11002 Richardlis
11002 Richardlis este un asteroid din centura principală de asteroizi.

## Descriere
11002 Richardlis este un asteroid din centura principală de asteroizi. A fost descoperit pe 24 iunie 1979 la Siding Spring de Eleanor Francis Helin și Schelte J. Bus. Asteroidul prezintă o orbită caracterizată de o semiaxă mare de 3,02 ua, o excentricitate de 0,06 și o înclinație de 11,6° în raport cu ecliptica.